# Vonyó József
Vonyó József (Sellye, 1945. április 13. —) történész, címzetes egyetemi tanár, az MTA doktora (2017)

## Tanulmányai, fokozatszerzései
1963-ban érettségizett a Siklósi Táncsics Mihály Gimnáziumban, a Pécsi Tanárképző Főiskolán (PTF) szerzett magyar–történelem–orosz szakos tanári oklevelet 1967-ben, történelem szakos egyetemi diplomát az ELTE-n 1972-ben. „A NEP megszervezése és tevékenysége Baranya megyében 1932–1936” című disszertációjának megvédésével nyerte el az egyetemi doktori címet (1981), majd szerzett PhD-fokozatot (1996) az ELTE Doktori Iskolájában. 2001-ban habilitált. „Gömbös Gyula és a hatalom. Egy politikussá lett katonatiszt” című értekezésének megvédésével az MTA doktora lett (2017).

## Munkahelyek
A Pécsi Orvostudományi Egyetem, majd a PTF függetlenített KISZ-titkára (1967–1972), a PTF Történelem Tanszékének tanársegédje majd adjunktusa (1972–1982), a JPTE Történeti Nemzetiségi Intézetének adjunktusa (1983–1990), a Janus Pannonius Múzeum Új- és Legújabbkori Osztályának vezetője (1990–1997). A Pécsi Tudományegyetem Modernkori Történeti Tanszékének docense (1997–2011). 2011-től nyugalmazott címzetes egyetemi tanár.

## Oktatási tevékenység
A PTF Történelem Tanszékén Magyarország története a kezdetektől 1790-ig – előadások és szemináriumok. A JPTE/PTE Modernkori Történeti Tanszékén előadások és szemináriumok Magyarország 20. századi történetéről. Speciális kurzusok: A jobboldali radikalizmus Magyarországon (1914-1944); A hatalom és politika változásai Magyarországon (1945—1989), A proletárdiktatúra politikai intézményrendszere, A pártállam és az állampárt szervezete, Az 1950-es évek Magyarországa játékfilmeken, Történeti muzeológia, A hely- és üzem(intézmény-)történetírás elméleti és módszertani kérdései, Történelem és honismeret. Szakdolgozati témavezetés: 1998–2009 között 164 sikeres védés.
A PTE Interdiszciplináris Doktori Iskola Európa és a magyarság a 18–20. században doktori program keretében előadások, témavezetés: 9 sikeres védés. Opponensi tevékenység és bizottsági tagság a PTE és más egyetemek (ELTE, DE, SZTE, EKKE) doktori iskoláiban doktori védések és habilitációs eljárások kapcsán.

## Tudományos munkásság
Fő kutatási területek: Magyarország politika- és társadalomtörténete a 20. században, jobboldali radikalizmus a két világháború közötti Magyarországon, Gömbös Gyula politikai pályája, a proletárdiktatúra politikai intézményrendszere, a helytörténetírás elméleti és módszertani kérdései. E témakörökben 10 önálló és 34 szerkesztett kötete, valamint Magyarországon és külföldön 130 tanulmánya, könyvrészlete jelent meg. Legjelentősebb tudományos eredménye: Gömbös Gyula életének és politikai pályájának, valamint az általa átszervezett kormánypárt, a Nemzeti Egység Pártja szervezetének, működésének és a korabeli politikai rendszerben betöltött szerepének alapos feltárása.
A Pécs történetét feldolgozó monográfiasorozat és annak szervezési hátterét biztosító Pécs Története Alapítvány létesítésének kezdeményezője (1992), a kutatási program szervezőbizottságának vezetője és a monográfiasorozat főszerkesztője (1992–2022), közben az Alapítvány kuratóriumának elnöke (2016–2019). A projekt eredményeként 2024-ig a „Tanulmányok Pécs történetéből” című sorozat 20 és a „Források Pécs történetéből” című sorozat 4 kötete jelent meg. Elkészült a „Pécs története” nyolckötetes monográfiasorozat 1., 2., 3. és 6. kötete.

## Tudományos közélet
- A Magyar Tudományos Akadémia Történettudományi Bizottságának tagja (2005–2011)
- Az MTA Pécsi Területi Bizottsága Város- és Helytörténeti Munkabizottságának titkára (1984–1996), elnöke (1996–2021)
- A Magyar Történelmi Társulat alelnöke (1999–2010), a Dél-dunántúli Csoport titkára (1983–2009), majd elnöke (2009–2023). Ebben a tisztségben a dél-dunántúli történészek máig évenként megrendezett nyári táborainak/konferenciáinak kezdeményezője (1986) és 2023-ig a szervezés irányítója.
- A Hajnal István Kör - Társadalomtörténeti Egyesület országos választmányának tagja (1995–1999)
- A Mogersdorf Nemzetközi Kultúrtörténeti Szimpózium szervezőbizottságának tagja (2003–2009)
- Az OTKA Társadalomtudományi Kollégiuma Történettudomány – Tudomány- és Technikatörténet zsűri tagja (2006–2009)
- MTA Bolyai János Ösztöndíj szakértői kollégiumának tagja (2010–2016)
- Az NKA Ismeretterjesztés és környezetkultúra szakbizottságának tagja (2010)
- A Századok c. folyóirat szerkesztőbizottságának tagja (1995-1999, 2015–2023), szerkesztője (2009–2012)
- A Kronosz Kiadó Sziluett. Korszerű történelmi életrajzok és Pécsi Mozaik sorozatának szerkesztője

Szakmai kitüntetések, díjak
- Széchenyi Professzori Ösztöndíj (1997)
- A Magyar Történelmi Társulat Emlékérme (1999 és 2012)
- Az MTA Pécsi Akadémiai Bizottsága Kutatásszervezési Díja (2002)
- Magyar Felsőoktatásért Emlékérem (2003)
- Baranya Megyei Közgyűlés Tudományos Díja (2003)
- Pro Civitate Pécs (2008 és 2016)
- PTE Arany Katedra-díja (2009)
- Ambassador-díj (2025)

## Fontosabb művei
- Gömbös pártja. A Nemzeti Egység Pártja Országos központjának dokumentumai 1932-1939. Dialóg Campus Kiadó, Budapest – Pécs, 1998. 416 p. (ISBN 963 9123 41 2)
- Gömbös Gyula és a jobboldali radikalizmus. Tanulmányok. Pannónia Könyvek, Pécs 2001. 175 p. (ISBN 963 9079 73 1)
- Gömbös Gyula: Válogatott politikai beszédek és írások. Szerkesztette és az utószót írta: Vonyó József. Osiris Kiadó, Budapest, 2004. 792 p. (ISBN 963 389 667 3)
- Városok, üzemek, intézmények. Tervek, tapasztalatok, tanulmányok. Kronosz Kiadó, Pécs, 2012. 225 p. (ISBN 978 615 5181 94 8)
- Egy monolit rendszer árnyalatai. Tanulmányok Magyarország 1945 utáni történetéről. Kronosz Kiadó, Pécs, 2012. 191 p. (ISBN 978 615 5181 94 8)
- Gömbös Gyula. Napvilág Kiadó, Budapest, 2014. 293 p. (ISBN 978-963-338-364-3)
- Gömbös Gyula és a hatalom. Egy politikussá lett katonatiszt. Kronosz Kiadó, Pécs, 2018. 639 p. ISBN 978 963 467 013 1
- Jobboldali radikálisok Magyarországon 1919–1944. Tanulmányok, dokumentumok. Második javított és bővített kiadás. Kronosz Kiadó, Pécs, 2021. 528 p. ISBN 978 615 633 919 5

- Pécs népessége 1543-1990. Tanulmányok Pécs történetéből 1. Szerk.: Vonyó József. Pécs Története Alapítvány és Magyar Történelmi Társulat Dél-dunántúli Csoportja, Pécs, 1995. 174 p. (ISBN 963 85212 1x)
- Város a Tenkes alján. Siklós évszázadai. Szerk.: Vonyó József. Siklós Város Önkormányzata, Siklós, 2000. 396 p. + 46 oldal kép- és térképmelléklet (ISBN 963 003425 5)
- Társadalom és kultúra Magyarországon a 19-20. században. Tanulmányok. Szerk.: Vonyó József. Pannónia Könyvek – Magyar Történelmi Társulat, H. és é. n. (Pécs, 2003) 159 p. (ISBN 963 9498 10 6)
- Várostörténet — helytörténet. Elmélet és módszertan. Szerk.: Vonyó József. Pécs Története Alapítvány, Pécs, 2003. 194 p.
- Vonyó József főszerk., Visy Zsolt szerk. Pécs Története I. Az őskortól a püspökség alapításáig. Pécs Története Alapítvány – Kronosz Kiadó, Pécs, 2013. 357. p. (ISBN 978 615 5339 08 0)
- Bűnbak minden időben. Bűnbakok a magyar és az egyetemes történelemben. Szerk.: Gyarmati György – Lengvári István – Pók Attila – Vonyó József. Kronosz Kiadó – Magyar Történelmi Társulat – Állambiztonsági Szolgálatok Történeti Levéltára. Pécs – Budapest, 2013. 559 p. (ISBN 978 615 5339 45 5)
- Vonyó József főszerk., Font Márta szerk.: Pécs Története II. A püspökség alapításától a török hódításig. Pécs Története Alapítvány – Kronosz Kiadó, Pécs, 2015. 398 p. (ISBN 978 615 549750 6)
- Személyiség és történelem – A történelmi személyiség. A történeti életrajz módszertani kérdései. Szerk.: Vonyó József. A szerkesztésben közreműködött: Csukovits Enikő és Gyarmati György. Magyar Történelmi Társulat – Kronosz Kiadó – Állambiztonsági Szolgálatok Történeti Levéltára. Pécs – Budapest, 2017. 547 p. (ISBN 978 963 467 006 3)
- Az ember helye – a hely embere. Emberközpontú történetírás – helytörténetírás. A helytörténetírás módszertani kérdései. Szerk.: Lengvári István – Pilkhoffer Mónika – Vonyó József. Magyar Történelmi Társulat – Kronosz Kiadó – MTA Pécsi Területi Bizottsága. Budapest – Pécs, 2019. 633 p. (ISBN 978 615 6048 41 7)
- Vonyó József (főszerk.) – Sudár Balázs – Varga Szabolcs – Varga J. János: Pécs története III. A hódoltság korában (1543–1686). Pécs Története Alapítvány – Kronosz Kiadó – Bölcsészettudományi Kutatóközpont, Pécs – Budapest, 2020. 383 p. (ISBN 978 615 6048 83 7)
- Vonyó József (főszerk.). Kaposi Zoltán – Vonyó József (szerk.): Pécs története VI. Iparosodás – polgárosodás. Pécs a dualizmus korában (1867–1918). Pécs Története Alapítvány – Kronosz Kiadó, Pécs, 2022. 559 p. (ISBN 978 615 6339 61 4)